# Inmigración ucraniana en Argentina
La inmigración ucraniana en Argentina es el movimiento migratorio de personas provenientes de Ucrania hacia Argentina. Dicha inmigración en el país fue una de las corrientes migratorias más importantes provenientes del este de Europa, aunque en menor proporción que las otras comunidades provenientes del oeste del Viejo Continente, sin embargo no implica que haya sido una inmigración poco significante, hoy en día la comunidad ucraniana-argentina es una de las más numerosas del mundo fuera de Ucrania, constituyendo alrededor del 1% de la población total argentina y no ha cesado, puesto que en los últimos años se sigue registrando la entrada de inmigrantes ucranianos aunque ya no en grandes cantidades como en décadas anteriores.

Pirámide poblacional de nacidos en Ucrania, según el censo de 2022.

## Características

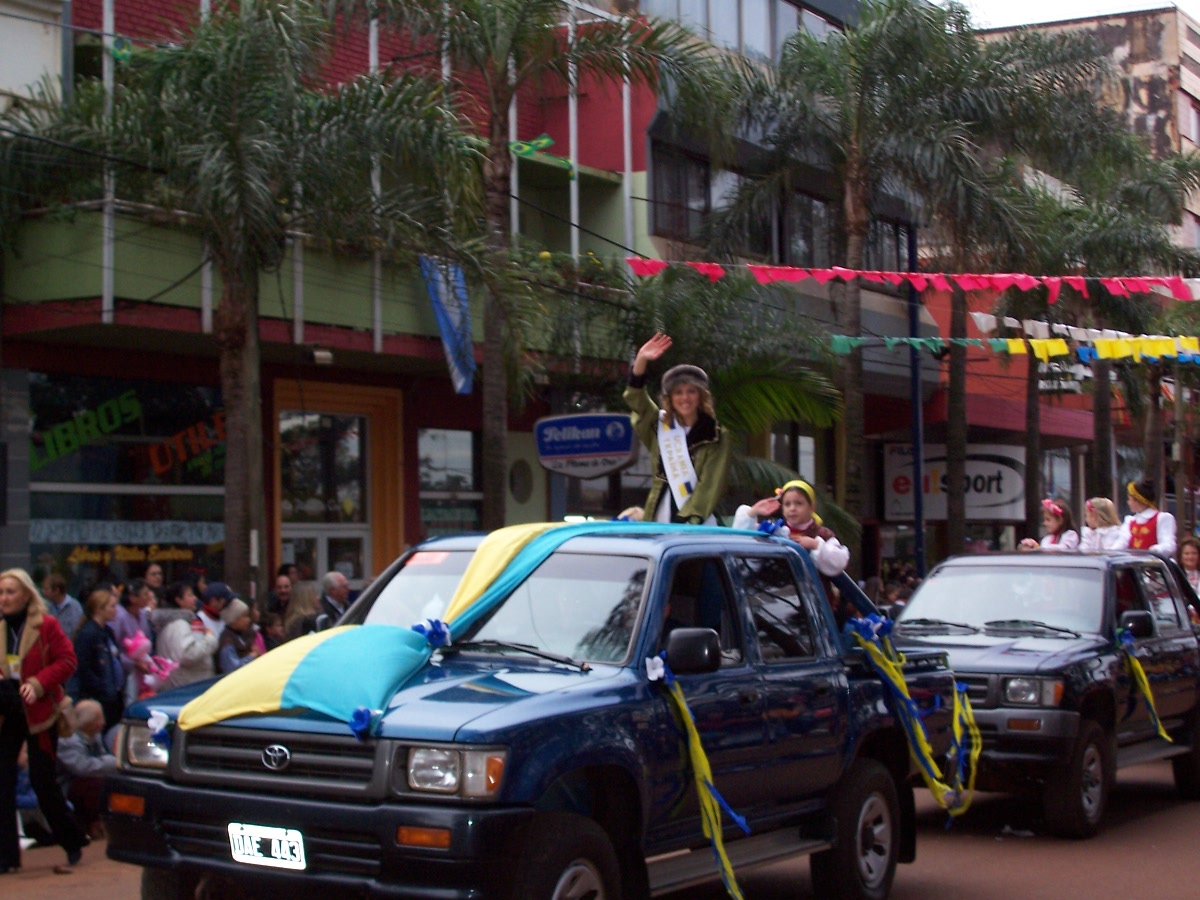
Reina de la colectividad ucraniana de Oberá en la Fiesta Nacional del Inmigrante.

Los ucranianos-argentinos (en ucraniano: Українці Аргентини, Ukraintsi Argentini) son una minoría étnica en Argentina. Aunque el censo argentino no proporciona datos sobre el origen étnico, las estimaciones de la gama de la población ucraniana representa el 1% de la población argentina total, alcanzando un porcentaje similar en las provincias de Mendoza, Formosa, provincia de Buenos Aires y ciudad de Buenos Aires, con un 4% en Chaco y hasta 9% en Misiones, en las provincias del noroeste son menos del 0,1% de la población. A inicios de la década de 1990, las principales concentraciones de ucranianos en Argentina estaba en el área del Gran Buenos Aires, con al menos 100.000 personas de origen ucraniano, la provincia de Misiones (el corazón histórico de la inmigración ucraniana en Argentina), con aproximadamente 55.000 ucranianos y la provincia del Chaco con 30.000 ucranianos.
En comparación con los ucranianos en América del Norte, la comunidad ucraniana en Argentina (al igual que en Brasil) tiende a ser compuesta en su mayoría por descendientes de las anteriores oleadas de inmigración, más humildes y de las zonas rurales, teniendo a su vez menos fuerza organizativa y centrándose más en la Iglesia como el centro de la identidad cultural. La mayoría de los ucranianos-argentinos no hablan el idioma ucraniano y han adoptado el español, a pesar de que siguen manteniendo su identidad étnica.
De todas las nacionalidades que forman la inmigración europea hacia Argentina, la ucraniana es quizás la única que no figura en el Registro Nacional de Inmigración. En vísperas de la segunda mitad del siglo XIX, Ucrania había perdido su independencia, recuperándola nuevamente en la última década del siglo XX, por ello, los ucranianos que emigraban en esa época de su país lo hacían provistos de pasaportes austro-húngaros, rusos o polacos y su nacionalidad fue confundida con la ciudadanía que figuraba en los pasaportes.
La cantidad de inmigrantes y sus descendientes residentes en Argentina se estima en 305.000 habitantes aproximadamente. Es el cuarto país del continente americano, el segundo de Latinoamérica y el séptimo del mundo con más descendientes de ucranianos.

## Historia
La inmigración regular de ucranianos a Argentina comienza en el siglo XIX, siendo Apóstoles, en la provincia de Misiones, el primer asentamiento ucraniano en el país, en 1897. La mayor parte de ellos provenía de las regiones sudoccidentales de Ucrania. Posteriormente, nuevos grupos de inmigrantes se radicaron en la Ciudad de Buenos Aires, en la Provincia de Buenos Aires en la ciudad de Berisso y el Partido de Lanús, en la Provincia de Misiones (Oberá, Apóstoles, Aristóbulo del Valle, 2 de Mayo) y luego en el resto del país, principalmente en las provincias de Chaco, Corrientes, Formosa, Mendoza y Río Negro. 
Ha habido cuatro oleadas de inmigración ucraniana en Argentina: pre-Primera Guerra Mundial, con cerca de 10.000 a 14.000 inmigrantes, después de la Primera Guerra Mundial a la Segunda Guerra Mundial, incluyendo aproximadamente 50.000, después de la Segunda Guerra Mundial, con 5.000 inmigrantes y la inmigración post-soviética, que se estima en aproximadamente 4.000.

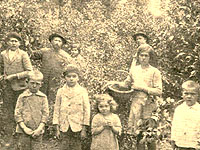
Ucranianos cosechando yerba mate en Misiones, 1920.

La primera ola de inmigración ucraniana en Argentina incluyó entre 12 y 14 familias del este de Galitzia (en aquel momento parte del Imperio austrohúngaro) en 1897. Cuando los inmigrantes llegaron al país, el gobierno argentino los envió a la Provincia de Misiones, donde se establecieron en Apóstoles. Su asentamiento aquí era parte de la estrategia del gobernador local de la construcción de la inmigración europea en su provincia como una forma de prevenir reclamos territoriales del vecino Brasil en la región. Los colonos recibieron parcelas de tierra de 123,6 hectáreas, o 50 acres (200.000 m²) en dos lotes iguales, con un lote que se utilizaba para la agricultura y la otra para la cría de ganado. Inicialmente, lucharon por adaptarse a las condiciones climáticas bastante diferentes de las de su Ucrania natal, y, finalmente, en gran parte pasaron a atender los cultivos que eran apropiados para sus nuevos hogares, tales como la caña de azúcar, arroz, tabaco y sobre todo, yerba mate, el té sudamericano. De hecho, la primera persona en cultivar té en la provincia de Misiones fue Volodymyr Hnatiuk, un inmigrante ucraniano. En última instancia, por lo menos 10 mil ucranianos provenientes de Galitzia se establecieron en Misiones antes del inicio de la Primera Guerra Mundial. En este momento, se estima que 4.000 ucranianos también se instalaron en Buenos Aires.

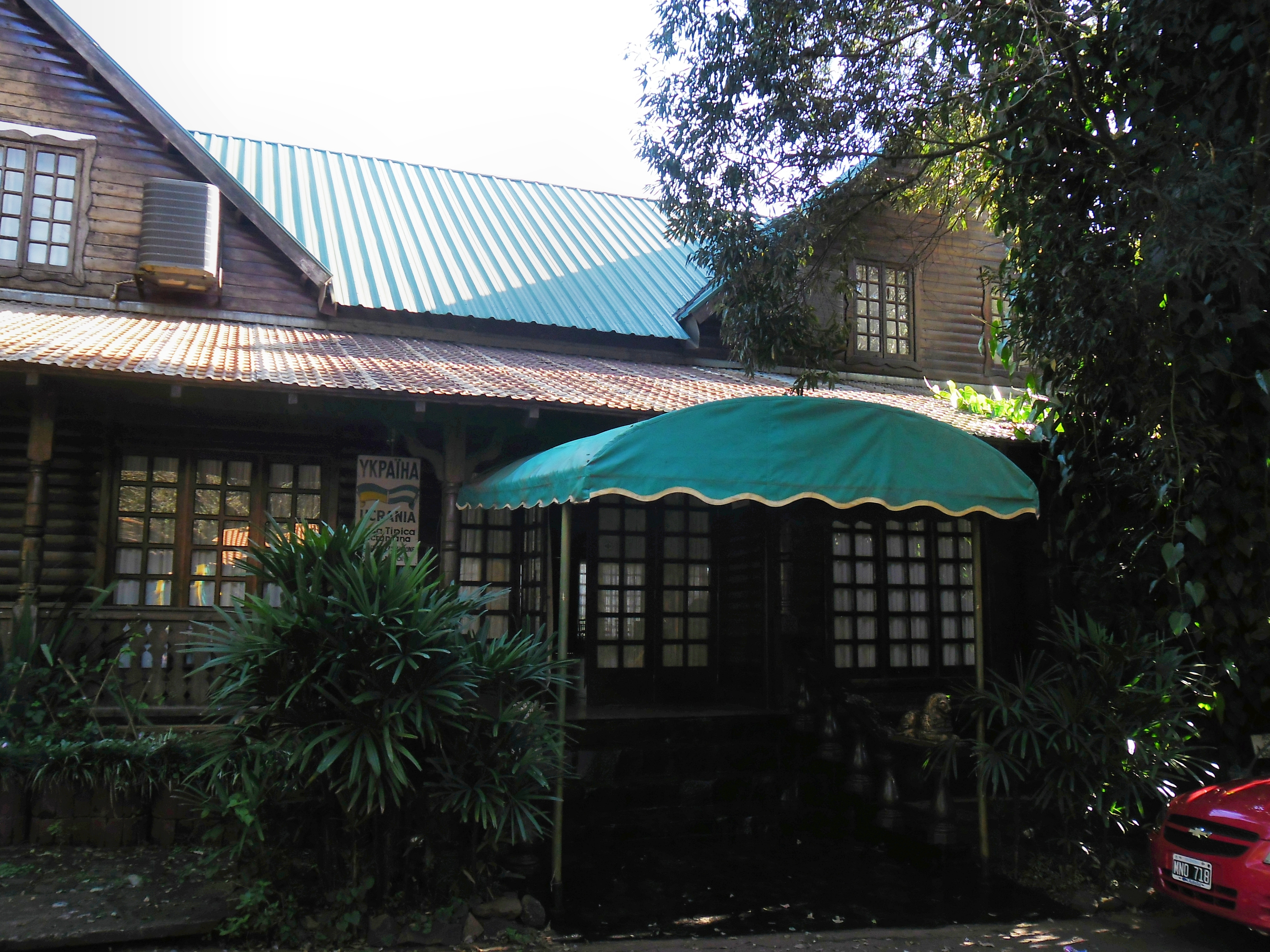
Arquitectura ucraniana en Oberá, Misiones. Dicha provincia fue una de las mayores receptoras de inmigrantes ucranianos en el país.

El mayor número de ucranianos emigró a Argentina durante el período entre las dos guerras mundiales. Este contingente de emigrantes, cuyo número se estima entre 50.000 y 70.000 personas, era mucho más diverso geográficamente e incluyó a muchas personas de las zonas ortodoxas de Ucrania como Volinia y Bucovina. También incluyó a personas con más formación y con una orientación política que habían participado en la lucha por la independencia de Ucrania. Aproximadamente la mitad de esta ola de inmigrantes se estableció en Buenos Aires, mientras que el resto fortaleció la población ucraniana en la provincia de Misiones o creando nuevos asentamientos de colonos ucranianos en otras regiones agrícolas, como en la provincia del Chaco.
Aproximadamente entre 5.000 y 6.000 ucranianos huyendo del comunismo entraron al país entre 1946 y 1950. Muchos de ellos eran profesores universitarios, personal militar, trabajadores calificados o técnicos. Algunos de estos inmigrantes educados contribuyeron a las políticas de industrialización del gobierno argentino.

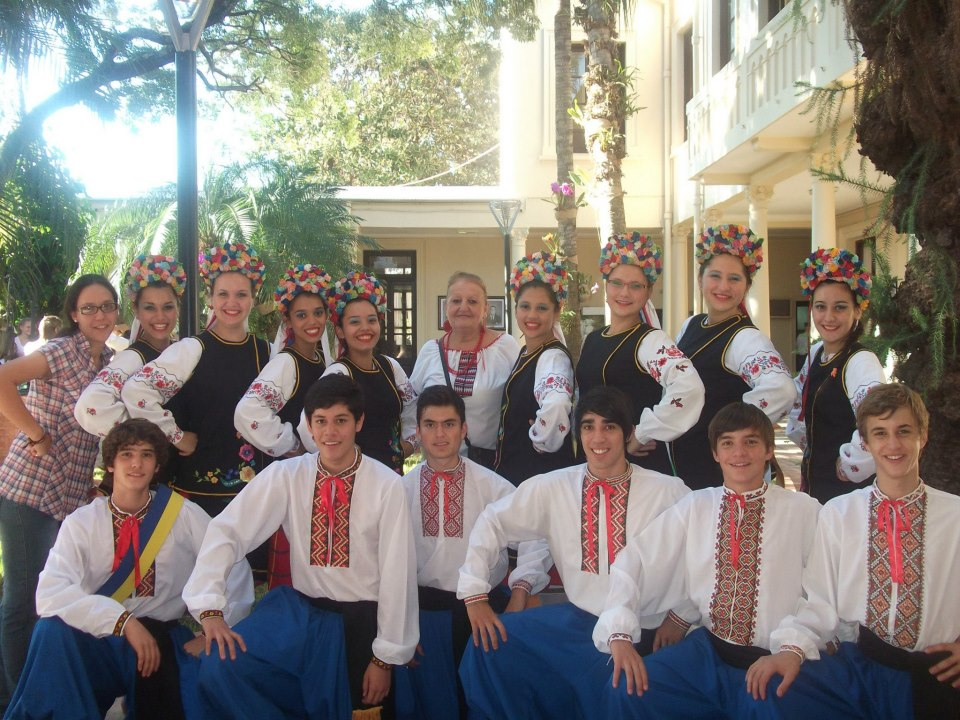
Elenco del ballet ucraniano Barvinok de la ciudad de Oberá, Misiones.

Se estima que unos 3000 ucranianos con estudios superiores, muchos pertenecientes a la tercera ola, dejaron Argentina para dirigirse hacia Estados Unidos y Canadá en la década de 1950 debido a mayores oportunidades económicas. Otros 3000 ucranianos dejaron el país rumbo a la Unión Soviética durante la década de 1950, después de haberles sido prometida «una vida próspera en la patria de origen». Sólo una tercera parte de este último grupo  regresaron a Argentina. Estas pérdidas demográficas fueron compensadas por un pequeño número de ucranianos que se desplazan hacia el país desde Paraguay y Uruguay.
Tras la caída de la Unión Soviética, desde 1990 aproximadamente 4.000 ucranianos se han trasladado a Argentina desde Ucrania.

## Sociedad

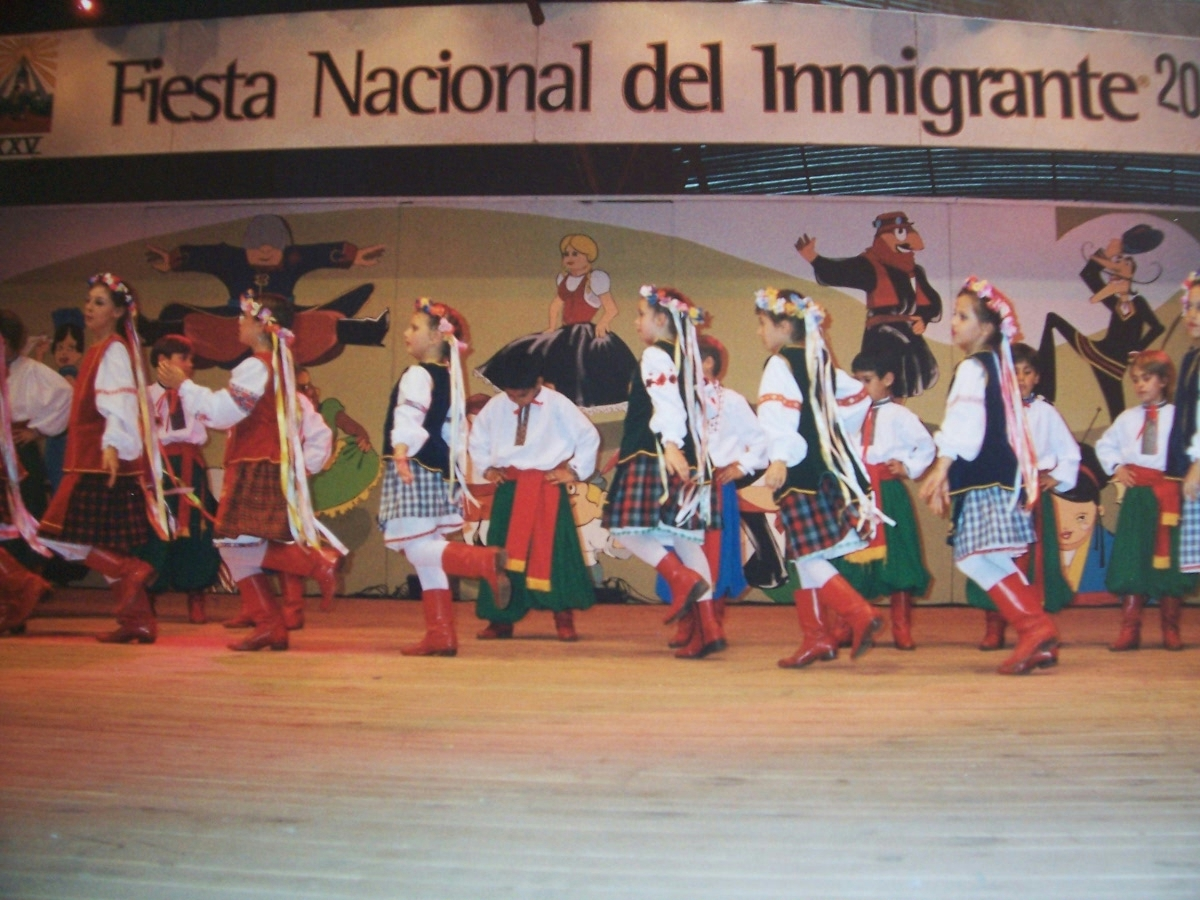
Artistas ucraniano-argentinos durante la Fiesta Nacional del Inmigrante en Misiones.

### Religión

#### Ucranianos cristianos

##### Católicos

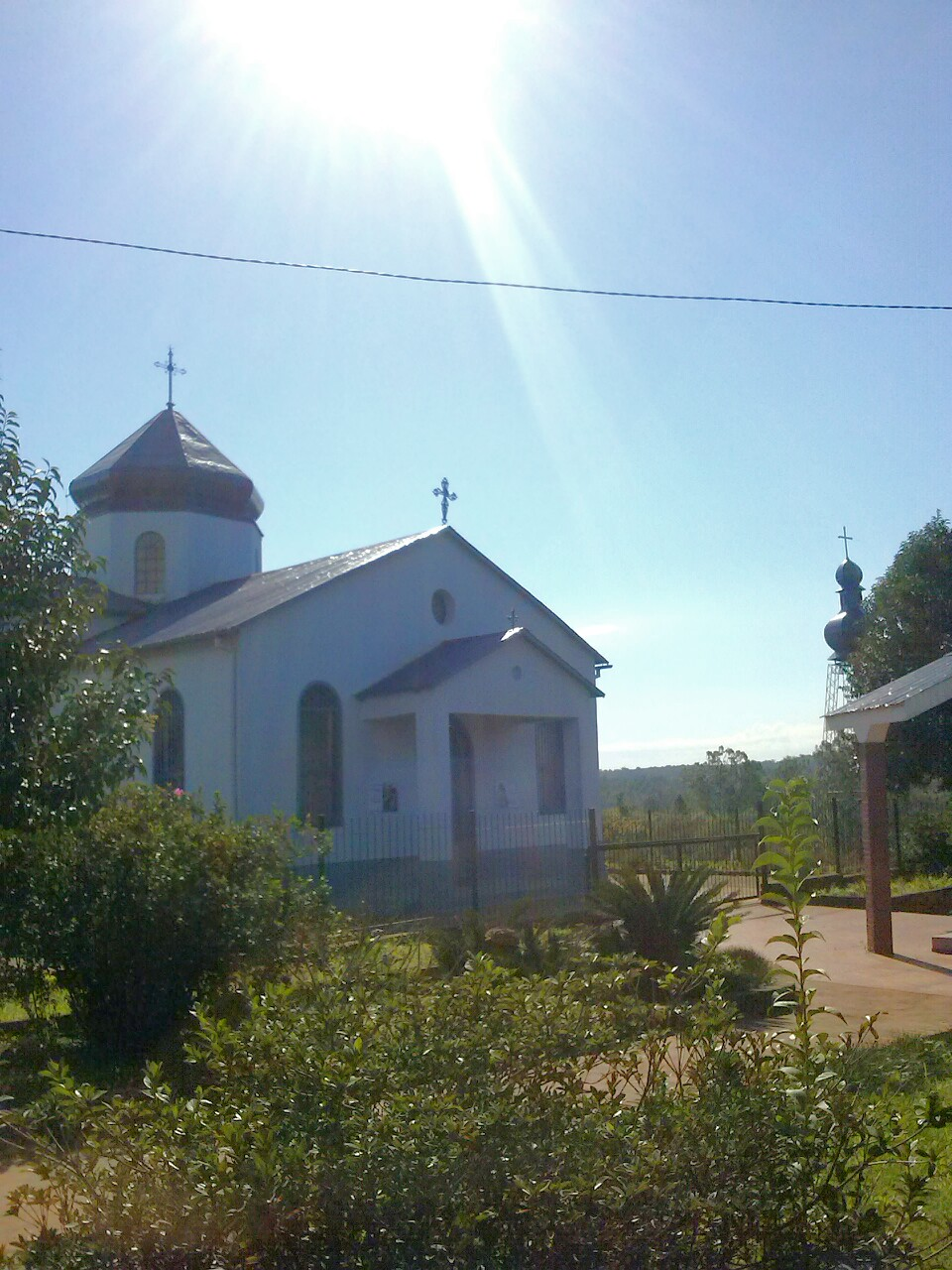
Iglesia católica «San Jorge» de rito bizantino ucraniano, ubicada en Picada Belgrano, a pocos kilómetros de la ciudad de Leandro N. Alem, Misiones.

Los primeros ucranianos en Argentina que se asentaron en Misiones vinieron de una región predominantemente católica de Ucrania, Galitzia. Sin embargo, la Iglesia católica local argentina (de rito latino) se opuso a la creación de una Iglesia católica ucraniana independiente. Como resultado, durante los primeros diez años de su asentamiento, los ucraniano-argentinos católicos no tuvieron sus propios sacerdotes católicos de rito oriental, y fueron objeto de intensas actividades misioneras por parte de polacos católicos. En respuesta, muchos de ellos se convirtieron en la ortodoxia oriental, cuyos rituales son prácticamente idénticos a los del catolicismo ucraniano. Sin la ayuda de su Iglesia madre en Galicia, los ucranianos locales construyeron sus propias iglesias, capillas y casas para los sacerdotes, y solicitaron a las autoridades eclesiásticas en Galitzia enviar sacerdotes para ellos. Por último, en 1908, el Padre K. Bzhukhovsky fue enviado a Misiones desde Brasil. Fue sucedido en la provincia de Misiones por varios más sacerdotes procedentes de Ucrania. En 1922, las parroquias ucranianas en Misiones fueron visitados por el jefe de la Iglesia Católica Ucraniana, el metropolitano Andrey Sheptytsky de Leópolis. La primera iglesia católica ucraniana en la región de Buenos Aires fue construida en 1940, mientras que en la ciudad se llevó a cabo recién en 1948. En 1978, a la Iglesia católica de Ucrania en Argentina se le concedió su propia eparquía (equivalente de rito oriental de una diócesis). Andriy Sapeliak fue el primer obispo de Ucrania en Argentina.

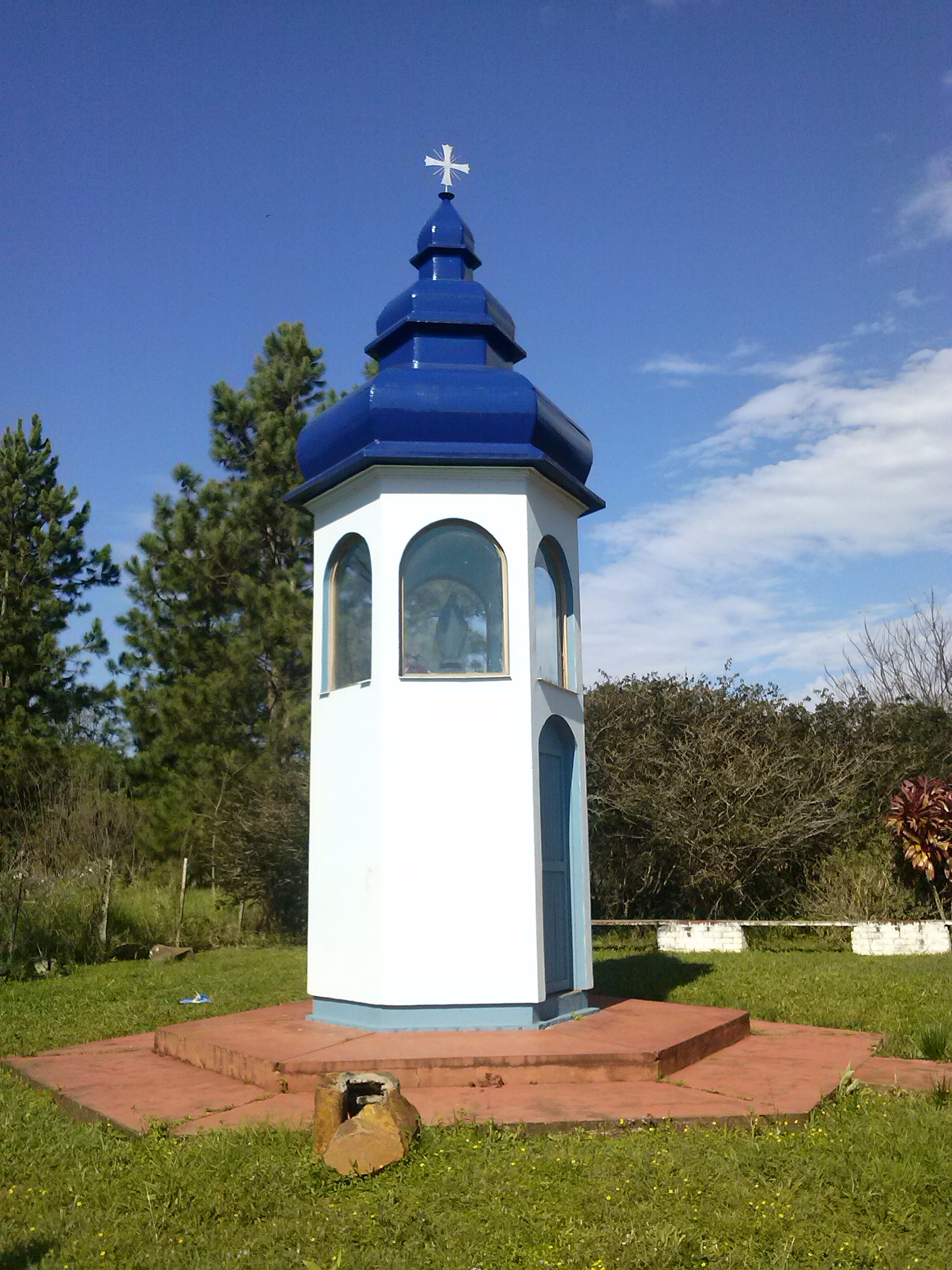
Torre ucraniana de rito católico para veneración de la virgen a unos metros de la iglesia San Jorge.

En la actualidad, más de 120.000 ucraniano-argentinos son católicos ucranianos, quienes comprenden aproximadamente el 50% de los ucraniano-argentinos. La provincia de Misiones, el corazón de la inmigración ucraniana en Argentina, cuenta con 60 iglesias y capillas católicas ucranianas. En abril de 1987 el Papa Juan Pablo II visitó la comunidad católica ucraniana de Buenos Aires.

##### Ortodoxos
Los primeros ucranianos ortodoxos en Argentina fueron conversos de la Iglesia católica de Ucrania y quedaron bajo la jurisdicción de la Iglesia Ortodoxa Rusa.